# Alfredo Relaño Estapé
Alfredo Relaño Estapé (Madrid, 1951) és un periodista esportiu espanyol.
Es va graduar de periodisme a l'Escola Oficial de Periodisme de Madrid. Va començar la seva carrera el diari esportiu Marca i més tard va compaginar aquesta activitat amb l'altre diari esportiu català El Mundo Deportivo. Actualment és el director del diari As i escriu una columna d'actualitat esportiva tots els dies. És un ferm defensor de la teoria del "villarato" que postula una conxorxa de l'arbitratge espanyol perjudica el Reial Madrid. En aquest sentit el 21 de gener de 2002 opinava que:"En realitat, això de la coartada victimista és el que ha reduït el paper històric del Barça a la seva dimensió real: una Copa d'Europa davant de vuit. El camí bo és ignorar les injustícies de l'atzar (una d'aquestes formes és l'arbitratge) i posar un mateix els millors mitjans. El camí dolent és repetir-se que al contrincant se'l concedeixen favors i que juga amb avantatge, perquè això equival, justament, a donar-se per vençut".
Ha escrit diversos llibres com ara: "366 historias del fútbol mundial" i " Nacidos para incordiarse". Aquest últim va de les relacions entre el FC Barcelona i el Reial Madrid.